# Sarah Palin
Sarah Louise Heath Palin, född Heath 11 februari 1964 i Sandpoint i Idaho, är en amerikansk republikansk politiker, författare och politisk kommentator. Hon var guvernör i delstaten Alaska från 4 december 2006 till 26 juli 2009. Hon var republikanernas vicepresidentkandidat 2008. 
Palin var den yngsta guvernören i Alaskas historia och den första kvinnliga guvernören i Alaska. Hon är även den första kvinnliga kandidaten till vicepresidentposten från republikanerna samt den andra från något av de två stora partierna, efter demokraten Geraldine Ferraro i presidentvalet 1984. Hon har sedan 2009 varit ett av de ledande namnen bakom den omfattande, politiskt revolterande så kallade Tea Party-rörelsen i USA.

## Biografi

### Karriär
Palin föddes i Idaho som ett av fyra syskon, men då hon var fem månader gammal flyttade familjen till Alaska, där fadern fick arbete som lärare. Med ambition och tävlingsinstinkt var hon aktiv i ett flertal idrotter, bland annat omtalad för framgångar inom det lokala basketlaget, och spelade tvärflöjt i skolorkestern. Efter high school studerade hon bland annat vid University of Hawaii och avlade slutligen kandidatexamen i journalistik vid University of Idaho 1987. 
Tillbaka i Alaska bestämde hon sig för att gå in i politiken och satt två mandatperioder i hemstaden Wasillas stadsfullmäktige och valdes sedan två gånger till borgmästare i Wasilla. Borgmästarna i Alaska valde henne till sin ordförande medan hon var borgmästare i Wasilla.
År 2002 kandiderade Palin till posten som vice guvernör. Hon förlorade i republikanernas primärval mot Loren Leman, som sedan blev vald till vice guvernör. När senator Frank Murkowski valdes till guvernör, behövde hans mandat i USA:s senat tillsättas. Många uppfattade Palin som ett möjligt namn till senaten, men Murkowski valde att utnämna sin dotter Lisa Murkowski istället. Guvernör Murkowski utnämnde Palin till kommissionen som utreder möjligheter till besparingar i användningen av olja och naturgas, Alaska Oil and Gas Conservation Commission, så att Alaska kan bevara sina naturresurser så länge som möjligt. Palin avgick från kommissionen i protest mot andra republikaner, som hon tyckte saknade etiken för att arbeta med kommissionen. En annan medlem av kommissionen, Randy Ruedrich, beskylldes för att ha tillvaratagit det republikanska partiets intressen på delstatens bekostnad och anklagades för att ha läckt kommissionens dokument till lobbyister inom olje- och naturgasindustrin. Palin anmälde både Ruedrich och en annan delstatspolitiker till myndigheterna.
I 2006 års republikanska primärval till guvernör i Alaska besegrade Palin den sittande guvernören Frank Murkowski. Palin vann primärvalet med 51 % av rösterna. I det följande guvernörsvalet besegrade hon demokraternas kandidat, den tidigare guvernören Tony Knowles med 48 % av rösterna mot 41 %. Hon tillträdde som guvernör den 4 december 2006. I början av juli 2009 meddelade Palin att hon inte tänkte ställa upp för omval och även avgå i förtid. Detta ledde till att viceguvernören Sean Parnell tillträdde som guvernör den 26 juli 2009 för återstående del av mandatperioden.
Den 29 augusti 2008 presenterades Palin som republikansk kandidat till posten som vicepresident i valet 2008. Hon blev formellt nominerad vid republikanernas konvent den 4 september. Hon är republikanernas första kvinnliga vicepresidentkandidat och den andra kvinnliga vicepresidentkandidaten som representerar något av de två större partierna, efter demokraternas Geraldine Ferraro, som kandiderade ihop med Walter Mondale 1984 och förlorade mot Ronald Reagan och George H.W. Bush.
Palin ställde upp i fyllnadsvalet (special election) den 16 augusti 2022 till USA:s representanthus efter republikanen Don Young som avlidit den 18 mars efter 49 år i huset. Palin förlorade mot demokraternas Mary Peltola som fick 51,5 procent av rösterna mot Palins 48,5 procent.
Palin är abortmotståndare och uppfattas som allmänt konservativ, även om hon inom partiet ses som oberoende av partiledningen, i och med att hon har kritiserat andra republikaner så starkt på etiska grunder. Hon har också motsatt sig Barack Obamas omstridda sjukvårdsreform för sjukvårdstillgång även för fattiga medborgare, då hon anser det vara ineffektivt och byråkratiskt.
Som utrikespolitisk merit anförde hon att man kunde se över till Ryssland från hennes hemstat Alaska. Två gånger har hon påstått att Nordkorea är en viktig allierad till USA. 

### Böcker och TV
I november 2009 publicerades hennes självbiografi, Going Rogue, som blev mycket framgångsrik. Från 2010 har hon fått användning för sin journalistiska sida som politisk kommentator för TV-kanalen Fox News Channel och har även slagit tittarrekord på kanalen The Learning Channel med sin egen TV-programserie Sarah Palin's Alaska. I november 2010 utkom också hennes andra bok, America By Heart, om hennes erfarenheter, inspiratörer och människor hon mött på sina resor genom landet.
I februari, 2012 släpptes en film, Game Change om Sarah Palin och John McCain's kampanj 2008, där Julianne Moore spelar henne.

### Privatliv
1988 gifte hon sig med sin pojkvän sedan skoltiden, fiskaren Todd Palin, och de har fem barn: Bristol, Piper, Track, Willow och Trig; den sistnämnde, född i april 2008, har Downs syndrom. Palin har även ett barnbarn. Hon vann skönhetstävlingen Miss Wasilla 1984 och deltog sedan i Miss Alaska där hon kom på tredje plats. Familjen Heath var katoliker, men valde i början av 1980-talet att kollektivt övergå till den protestantiska Pingstkyrkan Assembly of God, vilken Palin dock lämnade 2002 för att söka sig till en annan fristående kyrka, Wasilla Church of God. Den kristna tron är central i hennes verksamhet och politik.
Hon har sagt att hon rökt marijuana vid en tidpunkt då det var lagligt i Alaska, men hon är inte för en legalisering av drogen. Hon är livstidsmedlem i National Rifle Association.
29 augusti 2019 ansökte Todd Palin om skilsmässa från Sarah. Paret har separerat.